# East 180th Street
East 180th Street, in origine East 180th Street-Morris Park Avenue, è una stazione della metropolitana di New York, situata sulla linea IRT White Plains Road. Nel 2016 è stata utilizzata da 2 518 622 passeggeri.
È servita dalle linee 2 Seventh Avenue Express e 5 Lexington Avenue Express, sempre attive.